# レリック (映画)
『レリック』（原題: The Relic）は、1997年のアメリカ映画。ダグラス・プレストン/リンカーン・チャイルドによる同名小説の劇場映画化作品である。夜の博物館を舞台に、人間の脳髄を狙う生物と人々との攻防を描く。登場する生物や舞台となる博物館の名称、登場人物の設定や末路などが、原作小説と映画版では異なる部分も散見される。原作では続編『地底大戦－レリック2』が発表されているが、映画化されているのは2025年現在第1作のみ。

## ストーリー

### 原作小説
アマゾンの奥地で発見された、コソガ族が彫ったと思われる狂神あるいは悪魔と呼ばれる異形の獣“ンヴーン”の立像。この遺宝（レリック）を発見し、ニューヨーク自然史博物館へと送った博物館遠征隊は、全員が死亡するという末路を迎えていた。
そして、博物館で数年にわたり、人々が一人、また一人と姿を消し、夜の博物館を獰猛な獣が徘徊しているという目撃談や、ンヴーン立像の呪い話といった不気味な噂が広がる。更には大規模な“迷信展覧会”開催が迫る中、脳の視床下部が消失した惨殺死体の発見される事件まで起こる。５・６年前には、ニューオリンズに漂着した貨物船で乗組員全員が博物館と同じ手口で殺害されており、その船には遠征隊がンブーンの像をはじめとした遺宝をつめた木箱が積まれていた。アマゾンから博物館までの道中、遠征隊の木箱に同じ手口の殺人が付きまとっているという事実に、呪いの噂は信憑性を帯びていく。
やがて、遠征隊の送った木箱に、詰め物として入れられていた未知の植物リリシー・ンブーンネンシスには、レオウイルスという病原体が含まれていた事が判明。レオウイルスとは、感染した人や動物を、巨大肉食獣＝実在の“ンヴーン”に変貌させ生体兵器として利用するための、古代人コソガの生物兵器だったのだ。
要人を招いた“迷信展覧会”オープニング・セレモニーの最中、停電となった博物館に閉じこめられてしまった学芸員と警察、そして客人達。彼らは力を合わせ、古代の殺人獣が人間の脳＝視床下部を求めて徘徊する暗闇の博物館から、決死の脱出作戦を開始する。

### 映画版
アメリカ、シカゴのミシガン湖にて乗組員全員が惨殺された漂流船が発見される。船は6週間前にブラジルを発った貨物船で、乗組員の遺体は全てが頭を引き千切られ脳下垂体を抜き取られていた。ほどなくしてシカゴ歴史博物館でも同様に脳下垂体を抜き取る連続殺人事件が発生。仮の容疑者が挙がり事件は解決となるも、捜査担当のヴィンセント・ダガスタ警部補は納得が行かず捜査継続を訴える。しかし博物館で開催予定の新展示開設セレモニーパーティに支障をきたす事を恐れた来賓の権力者たちから圧力を受け、捜査は打ち切られてしまう。
同時期、アマゾン原住民と接触を図りにブラジルへ行ったきり音信不通だった人類学者ジョン・ホイットニー博士から、シカゴ歴史博物館宛てに積荷が届く。中身は遺物（レリック）の破片と、何かの卵のようにも見えるカビと思しき物体が生えたバナナの葉であった。他の学芸員たちが遺物に注目する中、葉に生えたカビに興味を持った進化生物学者のマーゴ・グリーン博士は、解析を進めるうちにカビがウイルス性の酵素を持ち他の動植物の遺伝子構造を書き換える作用を持つこと、またヒトの脳下垂体で作られるホルモンを高濃度で含む事を突き止めた。カビに寄生された生物はホルモンの大量流入によってDNAが激変、爬虫類の異形へと変身し、自らを変身させた植物や、その代替品となる脳下垂体のホルモンを欲するようになるのだ。それはブラジルに住むゼンゼラ族の伝承……カビをエサに使役される生体兵器「コソガ（原語版での名称。日本語版では字幕・吹き替えともに怪物の固有名詞がレリックという事になっている）」の伝説に酷似していた。
“迷信の世界展”が開催されたパーティの晩、真犯人の存在を疑っていたダガスタは博物館の地下からミシガン湖に繋がる廃坑道でコソガ（レリック）の巣を発見し、事態を把握する。時同じくしてコソガが博物館の警備室を襲撃。暴走した防犯システムにより陸の孤島と化した博物館で、惨劇の一夜が幕を開ける。

## スタッフ
- 監督：ピーター・ハイアムズ
- 製作：ゲイル・アン・ハード、サム・マーサー
- 製作総指揮：マーク・ゴードン、ゲイリー・レヴィンソン
- 原作：ダグラス・プレストン、リンカーン・チャイルド
- 脚本：エイミー・ジョーンズ、ジョン・ラッフォ、リック・ジャッファ、アマンダ・シルヴァー
- 撮影：ピーター・ハイアムズ
- 音楽：ジョン・デブニー
- 編集：スティーブン・ケンパー
- 美術：ジェームズ・ムラカミ、エリック・オルボム
- クリーチャーエフェクト：スタン・ウィンストン

## 登場人物

### 主人公
マーゴ・グリーン
進化生物学部門の研究生として、ニューヨーク自然史博物館で研究室を与えられている大学院生。

### ニューヨーク自然史博物館関係者
ビル・スミスバック
サイエンス・ライター。ニューヨーク自然史博物館の紹介本執筆者として雇われる。おしゃべりのお調子者。
ベストセラーのネタとなる情報を求めたり、自分の得た情報を明かすためにマーゴら様々な人物の元に出没する。
続編の『地底大戦－レリック2』にも引き続き登場するレギュラー・キャラクターだが映画版には未登場。
フロック博士
進化生物学部門主任。マーゴの指導者。小児麻痺により車椅子生活を余儀なくされている。
生物進化について、カリスト効果（生命進化は徐々に長い時間をかけるばかりでなく、時に飛躍的になるという論で、短命かつ異常な“モンスター種”が時に進化の方向を分岐させるという主張）なる斬新な理論を発表し、世に論争を巻き起こした。
グレゴリー・カワキタ
同学問学芸員助手。異なる生物種の遺伝子コード比較と組み合わせができる“推定機”（エクストラポレーター）なるコンピュータプログラムを開発する等、研究に対し優秀で情熱的だが、その分、自分の研究と野心を優先する面がある。
フロックの優れた後継者ともいえるため、フロックに取り入ろうとする人物と見なされ、マーゴからは苦々しく思われてもいるが、マーゴやスミスバックら周囲の人物とは必ずしも険悪な仲ではなく（表向きは）笑顔で言葉を交わし合う描写もある。
ウィンストン・ライト
ニューヨーク自然史博物館の館長。殺人犯の正体が掴めない中で“迷信展覧会”を強引に開会させようとする人物の１人。映画版ではフロック博士に相当する人物が館長役を兼任する為、未登場。
イアン・カスバート
副館長。フロック博士とは犬猿の仲。
ラビニア・リックマン
広報担当主任。スミスバックを雇った人物。
ジョージ・モリアーティ
迷信展覧会の企画展担。カスバートを尊敬し、フロックを軽蔑したために、彼に師事するマーゴを怒らせてしまう迂闊な一面がある。
イポリット
保安主任。
ジョリー
博物館の警備員。博物館の地下で二人の少年が惨殺死体で発見された日の夜、２度目の事件の被害者となる。
ジョン・フィットルシー
アマゾンの熱帯雨林に、絶滅したとされる種族・コソガの調査へ向かった、南米遠征隊のメンバー。
モンタギュー
人類学者。フィットルシーの子分のような存在だったと称される。数年前、消息不明となる。

### 警察・FBI
ペンダーガスト
FBIニューオリンズ支局捜査官。本作のヒーロー的なポジションに当たる人物。一見、上品で紳士的に振舞うが、相手の態度に応じて攻撃的・威圧的な面も使い分けるなど柔軟で、観察眼や洞察力にも長ける。狩猟をたしなみ、銃の腕前にも優れる。
かつてニューオリンズで起きた殺人事件と、博物館で起きた事件との関連に気づき、フロック博士らの情報を得て独自の捜査を展開する。
事件解決のために八面六臂の活躍を見せるが、映画版ではダガスタとキャラクターを統一され、未登場となる。
ビンセント・ダガスタ警部補
ニューヨーク市警の警部補。ペンダーガストと協力し、ニューヨーク自然史博物館の殺人事件解決に挑む。
コフィ
ニューヨーク支局捜査官。ライト館長らと同様“迷信展覧会”を予定通り開催させるために登場、ペンダーガストと対立する。

### 他
ビリーと弟
ニューヨーク自然史博物館を訪れ、母親とはぐれた兄弟の少年たち。自己中心的な赤毛の少年ビリーと、その泣き虫な弟。
博物館の地下に入り込み、惨殺事件の被害者となる。

### 主人公
マーゴ・グリーン博士
原作と異なり、大学院生（研究生）ではなく、シカゴ歴史博物館で勤務する進化生物学者。ホイットニーから届いた積荷を調査する。
ヴィンセント・ダガスタ警部補
連続殺人事件の捜査担当。迷信家。妻がおり、ジェリーという犬を飼っている。
原作における、ペンダーガストの役割も担う。

### シカゴ歴史博物館関係者

#### 学者
アルバート・フロック博士
原作のフロック博士と同様に、カリスト進化という斬新な説を主張し、マーゴの相談相手となり、車椅子を使用している老博士。
ただし原作と異なり、シカゴ歴史博物館の館長も務める。ダガスタと同じく迷信家。
アン・カスバート博士
博物館学芸員。原作のイアン・カスバートから名前を取ったと思われるが、性別や立ち位置が異なる。
フロックの車椅子を押して世話するなど、彼との仲は悪くはない。またフロックと共に、マーゴに味方し彼女を応援する人物。
グレッグ・リー博士
分子生物学者。原作のグレゴリー・カワキタに相当する人物だが、自分の研究を優先する野心家である以外は、原作と異なる部分も多い。
原作におけるマーゴとの微妙な仲を、分かりやすく且つ強調したものにされ、オーソドックスな嫌われ者で皮肉屋のキャラクターとなっている。マーゴとはライバル関係にあり、彼女と助成金争いを繰り広げている。
パーティの際にはマーゴが出席できないよう、研究棟の閉鎖まで行い、助成金狙いでブレーズデール夫妻に媚びを売った。
ジョン・ホイットニー博士
人類学者。原作における、ジョン・フィットルシーに当たる人物。古代種族の調査のためにブラジルへ行き、消息不明となる。

#### 警備
トム・パーキンソン
シカゴ歴史博物館警備主任。ずさんな管理を行っており、パーティの際にはマーゴとフロックが研究棟にいるにもかかわらず、棟の閉鎖を行った。
パーティの最中に惨劇が起こった際には、ダガスタの案に反発、市長らと共に地下から脱出する選択を選ばず、ブレーズデール夫妻や、夫妻にまとわりつくグレッグらと共に博物館内に残る。
ウートン＆ジョンソン
シカゴ歴史博物館で勤務する警備員。制御室にて防犯システムの管理を任されている。
フレデリック・フォード
シカゴ歴史博物館で勤務する警備員。原作小説のジョリー警備員に当たる人物。トイレでマリファナを吸っていた最中、レリック（コソガ）に襲われ脳下垂体を抜き取られ死亡する。

#### パーティ出席者
ロバート・オーウェン市長
シカゴ市長。巨乳の妻がいる。
ブレーズデール夫妻
オーウェン市長の友人で、助成金の交付者。

### シカゴ警察
ブルース・ホリングワース刑事
ダガスタの右腕的存在。迷信を軽視する行動を取りやすく、ダガスタからは注意されている。
エバンス刑事
ダガスタの捜査に同行する。
マクナリー巡査＆ベイリー巡査
コンビを組む警察官。地下室に隠れていた仮の容疑者を見つけ、射殺する。
ブラッドリー巡査
警察犬訓練士。キャスターとポラックスという名の警察犬を連れ、ダガスタの捜査に同行する。

#### 他
ジョッシュと悪友
原作小説におけるビリーと弟にあたる幼い少年たち。黒人の少年ジョッシュと、彼と共に学校をさぼった白人の少年。原作のビリー達とは異なり、警備員フォードを殺害した直後の犯人と思しき“何者か”を目撃したに留まる。

## 登場する怪物・怪生物

### 原作小説版
ンヴーン
アマゾンの伝説では、アマゾン川流域のアッパー・ジングー川沿いに暮らし、呪術師を信奉していた“影の種族”コソガが、外敵を殺戮するために利用していた悪魔とされる生物。熱帯雨林の奥地にある広大な台地テプイで、コソガ族と共に実在。“四本足で歩くもの”とも呼ばれる。
基本的には肉食性であるが、やはりテプイにのみ存在していた未知の植物（原作終盤ではリリシー・ンブーンネンシスと命名される）を好物とする。厳密には、この植物が生産・内包する高濃度ホルモンの中毒となっており、これが手に入らない場合は、同様のホルモンを持つ人間の脳…その視床下部を代替品とするために人間を襲うが、人間の視床下部とは比べ物にならない濃度のホルモンを植物が有しているため、代替品としては視床下部は余りにも貧弱であり、飢えが満たされることなくンヴーンは凶暴化、更に犠牲者を出し続けることとなる。
テプイが鉱脈などを狙った開発屋によって空爆され、好物の植物が死滅したために、自らの姿を彫った像ととともに送られた植物繊維を求め、アメリカへ移動。博物館へ辿り着いてからは、通常の食料となる動物を捕食しつつ、数年をかけて少しずつ植物繊維を摂取。しかし、やがて植物が手に入らなくなったため、ホルモンに飢えて人間を襲い始める。
殺人現場から採取されたンヴーンの鉤爪からは、人間の遺伝情報とヘミダクティルス・ターシカス（トルコ・ヤモリ）の遺伝情報とが発見され、犯人が未知の生物だとは思いもしない人々からは、当初、何かの間違いだと考えられた。
採取された鉤爪を元に制作された凶器のレプリカは、鳥類・恐竜類と同様の形状をしており、ここまで大型でなければ鳥類のものと考えただろうと、フロックは述べた。
哺乳類（霊長類）と爬虫類の特徴を併せ持つ異形の巨躯で、この姿を正確に再現していた立像には、髪の毛と鱗とが確認でき、実物も鱗と共に、上半身に薄い体毛を生やし、部分的に頭髪も生やしていた。爬虫類遺伝子が体格や運動能力・筋力の特性を与え、霊長類の遺伝子が知性と（恐らくは）恒温動物の性質を与えていると、フロック博士に推測された。
獲物を狩る際に最大の凶器として使用された、発達した三本の鉤爪を有する前足（手）は、道具を握る事が可能な柔軟性を持つ。高い知能と狡猾さも持ち合わせ、器用にドアを開閉することも可能。後肢には５本の指があり、“四本足で歩くもの”の異名通り普段は四足歩行だが、後肢で直立も可能。かなり機敏に動き、時速30マイルかそれ以上のスピードで移動できると推察された。
ペンダーガストの放った拳銃の弾丸が命中したにもかかわらず、弾き返してしまう程の頑強な頭蓋骨を持つ。偏平な顔に備えた、燃えるような赤色をした小さな両眼は、肉食獣や霊長類と同様、標的を立体視できるよう、顔の正面に向いてるが、これが人々と怪物との戦いに決着をもたらす決め手につながった。
事件の真相に気づき始めたマーゴとフロック博士が、カワキタの推定プログラムを用いて、予めこの怪物の詳細な姿や能力を推察した結果、グリズリーベアの様な体格・グレイハウンドに劣らぬスピード・人間の知能を有しているように見える、と表現された。また、夜間に獲物を狩るために視力そのものは退化、鼻は（犬の様な）いわゆる濡れた鼻となっており、嗅覚は非常に高いと考えられた。それ故にフロックらは、視覚より原始的な感覚である嗅覚に頼り、きわめて本能的で匂いに対し原始的な反応を示す生物と推測。ただでさえ植物が手に入らず飢えた怪物が、大勢の客が放つ（閉鎖空間である展覧会場に充満する）ホルモン臭に耐え切れず、怒り狂うのではないかと危惧した。
フロック博士は、あくまで、このンヴーン及び好物の植物は、テプイ台地という特異な環境においてカリスト効果で誕生した生物（つまりは、人間から見れば怪物ではあるが、あくまで自然界・進化の産物）と考え、マーゴらほとんどの登場人物は、事件が解決した後も、そのフロック説に疑問をさしはさまなかった。
未知の植物（リリシー・ンブーンネンシス）
この植物が感染しているレオ・ウィルスには、通常のウィルスの様に自らを増殖させるためではなく、ある種のホルモン（人間の視床下部がもたらすホルモンと同質）を生産させるために、感染した宿主の遺伝子暗号を書き換える奇妙な性質がある。ンヴーンは植物が（ウィルスによって）生産するこのホルモンの中毒となっていたが、テプイ台地が空爆された際に、植物の大部分が死滅。地上に残る最後の植物を求めてニューヨーク自然史博物館に出現したンヴーンは、数年がかりで少しずつ植物繊維を摂取していたが、植物内のホルモンは非常に高濃度のため、それでも中毒をしのぐには十分だった。
マーゴら殆どの登場人物は最後まで気付くことはなかったが、レオ・ウィルスには、生物の遺伝情報（恐らくは6500万年前の古代爬虫類から、ヤモリをはじめとした現生爬虫類、そして人類の遺伝情報）がコピーして内包されていた。感染した植物にホルモンを生産させるのみならず、その植物を摂取した動物に感染した場合は、それら多様な遺伝情報を感染した動物＝宿主の遺伝情報に挿入する事で、ウィルス自身を増殖させる代わりに、宿主の肉体をより強大なものへと造り変えてしまう。

### 映画版
コソガ（レリック）
原作では怪物を利用していた部族であった「コソガ」の名が、怪物の固有名詞として与えられ、ンヴーンの名称は映画版には登場せず。なお、怪物を生み出して利用していた部族には新たに「ゼンゼラ族」の名称が与えられている。
また原作小説と異なり、コソガの正体が「（直接カリスト進化を行った生物ではなく）ある植物とそれに寄生したカビを食べたせいで“変身した”元はごく普通の動物」であり、マーゴらが中盤でその事実に気付くストーリーに変更された。ただし、正体を知ったうえでコソガと初遭遇した際のフロック博士は「（自分がかねてより提唱していた）カリスト進化だ」と興奮していた（植物による変身もカリスト進化の一端と考えたのか、変身を促した植物・カビの方をカリスト進化によって生まれたものと考えたのかは不明）。
人間の脳に含まれるホルモンを好み、爬虫類（特にヤモリ）と哺乳類の特性を併せ持ち、四足歩行する異形の巨獣、という大まかな設定は原作と同じ。原作・映画版ともに、怪物はホルモンを狙い、犠牲者の頭蓋から視床と脳下垂体を抜き取っているが、原作小説ではあくまで狙いが視床下部、映画（日本語版）では脳下垂体と、微妙に表現が異なる。また、外見及び劇中で発揮した能力・行動にも、ンヴーンとコソガとで細かな相違がみられる。
マーゴやフロック、ダガスタがコソガと初遭遇した際、コソガは（ダガスタの銃撃で僅かに手傷を負ったのか）出血し、その血液をマーゴが目ざとく採取。それを、原作小説における推定プログラムのようなDNA検査システムで調査した結果、原作同様に遺伝情報の大半がヘミダクティラス・ターシカス（トルコのヤモリ）と一致。しかし、それとは別に「Gonocephalus boydii（トカゲの１種）」「Panthera tigris braziliae（トラの１種）」「Lucanus cervus（ヨーロッパミヤマクワガタ）」等と僅かながら遺伝情報が一致するデータが表示される。実際にそれらの生物からもDNAを受け継いだ設定なのか、肉体にも、それらを彷彿とさせる器官がみられ、人間を襲う際の武器として活用する描写もある。
全体的には爬虫類然とした外見だが、全身を覆う緑の鱗の他に鬣のような体毛も存在（ただし、照明の切れた夜間の博物館という舞台設定とはいえ、ホラー映画としての演出なのか、本格的に姿を現した映画後半でも画面の暗い場面が多く、外見の詳細は確認しづらい）。
トカゲやワニなど現生爬虫類の様な（足が体の横から突き出た）腹ばい姿勢ではなく、トラなど四ツ足の哺乳類や恐竜のような、体の真下に足が突き出した直立形態であり、それ故かなりの速度で疾走でき、その筋骨逞しいボディを併用しての突進で、博物館内のドアを立て続けに苦も無く突き破って獲物を追う。走力の他に、原作のンヴーンには見られなかった跳躍力も発揮。博物館の屋上から天窓を破って突入し始めた特殊部隊の隊員に跳びかかり、空中で捕らえる恐るべき跳躍を見せた。
足先には大きく鋭く発達した（ドロマエオサウルス科の恐竜の様な）鉤爪が見られるが、原作の三本爪のように最大の凶器として振りかざす場面はない。代わりに（？）原作以上にヤモリ由来の特徴を強調するような登坂能力を発揮する場面があり、博物館内の壁面を（鉤爪をザイルとして用いたのか、本物のヤモリ同様の原理を用いたのかは不明だが）ほとんど音もたてずに這い登り、更にそのまま、天井を逆さまになって這っていく離れ業を披露。また、原作同様に物を握れるのか、変身の最中で足先の形状が異なっていただけなのかは不明だが、映画序盤で犠牲者の足首を器用に掴んで引きずる場面もある（映画後半に全身を現した際とは、前脚のサイズや形状が異なって見える）。
霊長類やトラのように、あまり鼻先の突き出ていない頭部には丸く盛り上がった額・やはりトラを思わせる白目の無い小さな両眼が存在。ラスト、マーゴに迫る場面では鼻腔らしき２つの穴もみられる。
大きく開く口内には、牙状に長く大きく発達した鋭い歯が並ぶが、それとは別に、口の両脇に、クワガタムシの大顎を思わせるハサミ状の突起が存在。原作のンヴーンには見られない、最大の特徴になっている。劇中では、捕らえた人間の首元で、歯列とハサミ状突起をノコギリとして用いるかの如く頭部を激しく横に振り、絶叫する犠牲者の首を引き千切ってみせた。また、このハサミ状突起は（実際の大顎やハサミの様に）根元から開閉も可能らしく、狙った人間の首を挟んで捕らえてみせた。さらには、そのまま犠牲者の頭部を胴体からもぎ取った描写も存在（この際、映像的なインパクトを重視したのか、肝心の脳下垂体が収まっている筈の生首をゴミの様に吐き捨て、首無しとなった胴体の方にむしゃぶりつく奇妙な描写がある）。また舌先は、ヘビのように先端が２つに割れたデザイン。
長く逞しい尾は、ヤモリよりは別種のトカゲや恐竜などを思わせる形状で、見た目に違わず強力でしなやかな武器として使用でき、叩きつけられた成人男性の体が軽々と宙に舞い、数メートルも先に弾き飛ばされる。
原作小説のンヴーンが、恐らく恒温動物であったと見られていたのに対し、映画版のコソガは、むしろ、爬虫類へ変異したために変温動物となっており、急激な温度変化が弱点で凍え死ぬかもしれないと考えられていた。
映画では、採取した血液の分析を更に進めた結果、元はどんな動物がコソガへ変身を遂げたのかという真実にマーゴが到達、戦慄を覚えるというクライマックスが描かれ、ストーリー上における、原作との最大の相違点となっている。
植物及びカビらしき物体
ホイットニーがシカゴ歴史博物宛に、コソガの立像と共に送ってきた木箱の中で、荷物の包みに使われていた植物の葉。及び、そこに生えていた、何かの卵にも見える赤いカビ状の物体。日本語版では、植物に寄生したと思しきカビの方ではなく、このカビと葉を食べて変身した動物の方を「恐しい寄生生物」と表現している。
箱の中には、中身が存在せず、この葉のみが入った箱も存在した（実際には中身が存在しないのではなく、この葉を必要としたホイットニーが葉そのものを中身として、意図的に送り付けた）。なお、原作小説のフィットルシーがンヴーン立像らの他に植物繊維を博物館へ送ったのは、あくまで詰め物（緩衝材？）として手近な植物繊維を箱に詰めたに過ぎないと考えられている。
原作においてフィットルシーが木箱を送った時期は、物語より数年前の出来事となり、植物繊維はそのまま木箱に詰められていたが、ある時ある理由からンヴーンの手が届かない場所へ移動させられてしまい、ンヴーンを飢えさせ凶暴化させる結果になった。映画版ではホイットニーの送った箱が届けられたのは物語の舞台となる現在の時系列であり、箱にあった葉のほとんどがその場で焼却、故にコソガの手に入らない結果になっており、ここでも原作と映画での細かい相違が見られる。
ダメスティス・バルピヌス
甲虫の１種。原作におけるカツオブシムシに相当する。いずれも、骨を展示したい動物の死骸から、付着した肉を綺麗に取り除く為、その肉を食わせる目的で、博物館の研究室内に飼育されている昆虫。
そのうちの１匹が逃げ出し、コソガの目的であるホルモンを含んだ葉（及びカビ状の物体）のうち、焼却されていなかった１部を摂取。本来よりも大きなサイズのグロテスクな形態へ変身を遂げ、突如マーゴの前に現れた。
恐怖にかられたマーゴによって叩き潰され、事なきを得たが、その死骸を調べた事が切っ掛けとなり、マーゴが植物とカビに秘められた謎、警備員フォードを殺した犯人の大まかな正体と目的を知ることとなる。

## キャスト
| 役名                         | 俳優                         | 日本語吹替 |
| ---------------------------- | ---------------------------- | ---------- |
| マーゴ・グリーン博士         | ペネロープ・アン・ミラー     | 相沢恵子   |
| ヴィンセント・ダガスタ警部補 | トム・サイズモア             | 大塚明夫   |
| アン・カスバート博士         | リンダ・ハント               | 竹口安芸子 |
| アルバート・フロック博士     | ジェームズ・ホイットモア     | 松岡文雄   |
| ブルース・ホリングワース刑事 | クレイトン・ローナー         | 後藤敦     |
| グレッグ・リー博士           | チ・ムオイ・ロー             | 家中宏     |
| トム・パーキンソン           | トーマス・ライアン           | 千田光男   |
| ロバート・オーウェン市長     | ロバート・レッサー           | 小室正幸   |
| オーウェン市長夫人           | ダイアン・ロビン             |            |
| ジョン・ホイットニー博士     | ルイス・ヴァン・バーゲン     | 大滝進矢   |
| エヴァンズ刑事               | トーマス・ジョセフ・キャロル | 伊藤栄次   |
| マクナリー巡査               | ジョン・カペロス             | 福田信昭   |
| ベイリー巡査                 | ティコ・ウェルズ             | 鈴木勝美   |
| ブラッドリー巡査             | マイク・バカレラ             | 峰恵研     |
| ウートン警備員               | ジョン・ディサンティ         | 峰恵研     |
| ジョンソン警備員             | デヴィッド・プローヴァル     | 大滝進矢   |
| フレデリック・フォード警備員 | ジョフェリー・C・ブラウン    | 北川勝博   |

- 日本語吹替

その他の声優：久保田民絵、片岡富枝、喜田あゆ美、永迫舞、大黒和広、幸田夏穂、鳥畑洋人
演出：蕨南勝之、翻訳：武満眞樹、調整：長井利親、制作：ニュージャパンフィルム